# Reut Regev
Reut Regev (* in Israel) ist eine israelisch-amerikanische Jazzposaunistin und Komponistin.

## Leben und Wirken
Regev wuchs in Israel auf, lernte ab dem sechsten Lebensjahr Klavier und wechselte mit dreizehn Jahren zur Posaune. Nach Auftritten auf den wichtigsten israelischen Festivals und Ableistung des Militärdienstes – sie war erste Posaunistin in der Armeeband – zog sie 1998 nach New York City, wo sie anfangs mit Künstlern der Jiddischen Musikszene wie Frank London, Koby Israelite (Dance of the Idiots, 2003) sowie in den Formationen Hazmat Modine  und Metropolitan Klezmer arbeitete, um dann mit Avantgarde-Musikern wie Butch Morris, Elliott Sharp, Dave Douglas und Anthony Braxton zu spielen. 2009 legte sie ihr Debütalbum This is R Time vor, das Einflüsse aus Jazz, Rock, Funk, Reggae und Dub verbindet und mit Regevs Kompositionen an Ray Andersons Funk-Experimente mit den Slickaphonics anknüpft. Mitwirkende Musiker waren der Gitarrist David Phelps, Bassist Brad Jones und Regevs Ehemann, der Schlagzeuger Igal Foni. 2009 eröffnete sie mit ihrem Quartett erfolgreich das Jazzfestival in Göttingen und spielte mit R*time featuring Jean Paul Bourelly auf dem JazzFest Berlin. 2010 trat sie auf dem TFF Rudolstadt auf. Zu hören ist sie auch auf Joe Daleys Album The Seven Deadly Sins (2010).
2019 legte sie mit Keep It Winning (Enja) das dritte Album von R*time vor.
Des Weiteren wirkte sie bei Aufnahmen von Michaël Attias (Credo, 1999), Assif Tsahar and the Zoanthropic Orchestra (Embracing the Void, 2001 und The Labyrinth, 2002), Taylor Ho Bynums Band Positive Catastrophe (Garabatos Volume One, 2009), in Adam Lane’s Full Throttle Orchestra (Ashcan Rantings, 2010), Burton Greene (Burton’s Time), Anthony Braxton (Trillium)  und Monika Herzig (Sheroes, 2018) mit. 2021 legte Regev mit Igal Foni das Album Never Enough vor.